# Lu Bagnu
Lu Bagnu è una frazione di 1.664 abitanti del comune di Castelsardo, in provincia di Sassari. Questo centro abitato è situato sulla costa, ad ovest di Castelsardo.

## La Storia
Nel territorio di Lu Bagnu erano presenti insediamenti già al tempo dei romani; il nome infatti deriva dai bagni termali, presenti in epoca romana, di cui ad oggi si conservano solo pochi resti. 
In epoca moderna la frazione contava pochissimi residenti fino agli anni 70 del ventesimo secolo, per poi crescere in modo significativo a partire dagli anni 80; questa crescita è principalmente legata all'aumento dell'importanza turistica della località.

## Il Turismo
Lu Bagnu è una nota località turistica balneare, frequentata soprattutto in estate per le spiagge.
Ne è testimonianza il fatto che nel periodo tra il 2015 e il 2020 ben 2 spiagge hanno potuto fregiarsi del riconoscimento di bandiera blu: si tratta delle spiagge di Sacro Cuore-Ampurias e della Madonnina/Stella Maris, caratterizzate da sabbia dorata e fondali adatti allo snorkeling ed a sport acquatici.
Il litorale sabbioso di Lu Bagnu è il più ampio della zona e si distingue dagli altri tratti di costa, in prevalenza rocciosi; ad ovest della frazione, nei pressi di Punta la Capra, sono presenti alte scogliere verticali.

## Monumenti e luoghi d'interesse
La chiesa parrocchiale di Santa Teresa di Gesù Bambino, costruita nel 2014 si trova in via Lombardia, nella parte alta del centro abitato; l'edificio presenta uno stile moderno ed è stato realizzato utilizzando prevalentemente pietre e materiali locali. Lu Bagnu è riconosciuta come parrocchia dal 1995 e la celebrazione delle messe avveniva in precedenza presso la Cappella delle Suore del Getsemani.